# دوري شباب أوروبا 2015–16
دوري شباب أوروبا 2015–16 هي النسخة الثالثة من بطولة دوري شباب أوروبا والتي أشرف عليها الاتحاد الأوروبي لكرة القدم. كانت البطولة متاحة للاعبين الذين تتراوح أعمارهم من 19 عام أو أقل. أحتفظ نادي تشيلسي الإنجليزي بلقبه بعد فوزه على باريس سان جيرمان الفرنسي 2–1 في المباراة النهائية.

## وصلات خارجية
- دوري شباب أوروبا (الموقع الرسمي)